# 陳筱蕾
陳筱蕾（1984年11月18日—），台灣出生的模特兒。以甜美的外型著稱。主要出現在平面報章雜誌，也拍廣告與MV，並在《Yahoo 娛樂爆》中和吳宗憲的女兒吳姍儒共同主持。目前為時尚美妝節目《女人我最大》固定班底，亦為央視與台灣TVBS合作之兩岸聯播音樂節目全球中文音樂榜上榜之客座助理主持。

## 音樂錄影帶
- 2010年 林俊傑 她說《完美新世界》MV
- 2011年 MISSTER MISSTER特先生《Stay》MV
- 2015年 古巨基 我們《何必打擾》 MV

## 節目
- TVBS《女人我最大》固定來賓
- 《Yahoo 娛樂爆》主持人 和吳姍儒倆人主持
- 緯來綜合台《國人都叫好》拍廣告出道的藝人2009.07.09 來賓:張君明、陳筱蕾、林可、小八
- 華視《華視新聞雜誌》網拍商機無限少女投入當模特兒  （页面存档备份，存于）

## 電視劇
| 年份 | 電視台     | 劇名      | 角色       |
| 2013 | 中視       | 智勝鮮師  | 張子怡     |
| 2016 | 三立都會台 | 原來1家人 | 看房子客人 |

## 綜藝節目
| 播出頻道 | 節目名稱       | 備註 |
| 中視     | 《綜藝玩很大》 |      |
| 中視     | 《綜藝玩很大》 |      |
| 中視     | 《飢餓遊戲》   |      |

## 廣告
- 2009年 光泉茉莉茶園 宅的更有趣篇
- 2009年 維力-中華杯麵 冤大頭篇
- 2009年 黑人牙膏 新形象廣告篇
- 2009年 廣告YAMAHA_BWS
- 2009年 錦鋐氣密窗 新娘新嫁妝篇
- 2010年 桂格燕麥 趙又廷100%喝的燕麥
- 2011年 全家魔幻迪士尼-星光篇
- 2011年 孔雀捲心餅最新廣告-餐廳篇
- 2011年 上海必胜客小牛排披薩广告

## 平面拍攝
- 韓國的設計品牌FitaLatti拍攝
- 曼秀雷敦SUN PLAY防曬系列
- 蘋果日報 副刊/動新聞
- Yahoo奇摩拍賣 多家廠商
- 國內多本服裝妝髮雜誌 封面/內頁
- 德恩堂眼鏡平面廣告
- 女鞋sophie & sam平面燈廂廣告
- 奧黛利easy shop 平面廣告
- 林俊傑完美新世界 平面廣告
- 王力宏樂事內地平面廣告
- 美粒果全平面廣告